# Иерусалимский, Юрий Юрьевич
Ю́рий Ю́рьевич Иерусали́мский (род. 27 мая 1958, Ярославль, РСФСР, СССР) — советский и российский историк, специалист в области истории России, политической истории, краеведения. Доктор исторических наук (1995), профессор (1997), заведующий кафедрой отечественной средневековой и новой истории исторического факультета ЯрГУ им. П. Г. Демидова. Почётный работник высшего профессионального образования Российской Федерации. Председатель Ярославского регионального отделения Российского общества историков-архивистов.

## Биография
Родился 27 мая 1958 года в Ярославле.
Окончил факультет истории и права ЯрГУ им. П. Г. Демидова по специальности «История» (1981).
Тема кандидатской диссертации (ЯрГУ, 1984): «Нелегальная печать большевиков Верхнего Поволжья в Первой российской революции (1905—1907 гг.)». Научный руководитель — В. С. Флёров.
Тема докторской диссертации (МГУ, 1995): «Революционная печать Центрального промышленного района в период Первой российской революции 1905—1907 гг.» (специальность 07.00.02 «Отечественная история»). Научные консультанты — Н. Д. Ерофеев и И. А. Федосов.
С 1981 года — ассистент, доцент, профессор кафедры отечественной истории ЯрГУ. С 1997 года — заведующий кафедрой отечественной средневековой и новой истории исторического факультета ЯрГУ им. П. Г. Демидова. Заместитель декана истфака ЯрГУ по научной работе. Научный руководитель лаборатории военной истории ЯрГУ им. П. Г. Демидова. По совместительству — профессор кафедры истории России и Московского региона Московского государственного областного университета.
Председатель Ярославского регионального отделения Российского общества историков-архивистов.
Многолетний организатор и сопредседатель оргкомитетов международных, всероссийских и проч. научных конференций, проводимых с участием исторического факультета ЯрГУ. Эксперт интернет-проекта «Моя Победа».
Победитель всероссийских конкурсов на лучшую научную книгу 2006 и 2012 годов. Неоднократный лауреат конкурса «Лучший учёный ЯрГУ» в области гуманитарных наук. Почётный работник высшего профессионального образования Российской Федерации. Награжден почётными грамотами Минобрнауки, губернатора Ярославской области, Правительства Ярославской области и мэрии города Ярославля.

## Сфера научных интересов
История России, историография, источниковедение, политическая история, краеведение, история российской культуры.

## Избранные научные и учебно-методические труды
| 1. Пономарёв А. М., Марасанова В. М., Федюк В. П., Юрчук К. И., Иерусалимский Ю. Ю., Рязанцев Н. П., Селиванов А. М., Салова Ю. Г. История Ярославского края с древнейших времён до конца 20-х гг. XX века. Ярославль, Администрация Ярославской области; ЯрГУ. 2000. — 368 с. 2. Борисова А. В., Иерусалимский Ю. Ю., Рязанцев Н. П. История ликёро-водочного производства в России в XX веке. (На примере Ярославского ликёро-водочного завода): Текст лекций. Ярославль, ЯрГУ. 2003. — 92 с. 3. Иерусалимский Ю. Ю., Марасанова В. М. Первая российская революция 1905—1907 годов : учебное пособие — Ярославль : ЯрГУ. 2006. — 128 с.. — ISBN 5-8397-0467-9 4. Иерусалимская С. Ю., Иерусалимский Ю. Ю. Народное образование в Угличском крае в XIX — начале XX вв.: от приходских училищ к всеобщему обучению. Ярославль, 2006. — 280 с. 5. Иерусалимский Ю. Ю. История Отечества (IX—XVII вв.) Учеб. пособие. Ярославль, ЯрГУ. 2007. −96 с. 6. Иерусалимский Ю. Ю., Невиницын Р. А. Становление либеральной печати Верхнего Поволжья с Севера России в конце XIX — начале XX в. Ярославль, 2008. — 232 с. 7. Иерусалимский Ю. Ю., Антоний (Бабурин), игумен. Небоподобный храм святых первоверховных апостолов Петра и Павла от времени основания до наших дней. Ярославль, 2011. −240 с. 8. Иерусалимская С. Ю., Иерусалимский Ю. Ю. Народное образование Верхнего Поволжья в XIX — начале XX в.: Проблемы историографии и источниковедения. Ярославль, ЯрГУ. 2011. (2-е издание, исправленное и дополненное). −228 с. 9. Иерусалимский Ю. Ю., Леднева Н. К. Современная историческая литература о российском дворянстве второй половины XIX — начала XX в.: региональный аспект // Вестник Ярославского государственного университета им. П. Г. Демидова. Серия Гуманитарные науки. 2013. № 1. С. 23-28. 10. Иерусалимский Ю. Ю. Отражение в творчестве В. С. Высоцкого жизни советского общества 1960-х — начала 1980-х годов: характеристика источников // Вестник Ярославского государственного университета им. П. Г. Демидова. Серия Гуманитарные науки. 2013. № 4. С. 41-45. 11. Историки: формирование исторической школы в Ярославском государственном университете. Сборник воспоминаний и материалов / Гл. ред. Ю. Ю. Иерусалимский. Иваново, 2016. −176 с. 12. Иерусалимский Ю. Ю. О моих учителях. В сборнике: Историки: Формирование исторической школы в Ярославском государственном университете. Сборник воспоминаний и материалов. Гл. ред. Ю. Ю. Иерусалимский, отв. ред. В. В. Возилов. Иваново, 2016. С. 6-11. 13. Иерусалимский Ю. Ю. Социал-демократические листовки периода подъёма Первой российской революции в Верхнем Поволжье: январь-декабрь 1905 г. // Вестник архивиста. 2016. № 4. С. 39-57. 14. Иерусалимская С. Ю., Иерусалимский Ю. Ю. Рецензия: Сысоева Е. К. Школа в России. XVIII — начало XX вв.: власть и общество. М., Новый хронограф. 2015. — 512 с. // Вестник Томского государственного университета. История. 2016. № 4 (42). С. 162—163. 15. Иерусалимский Ю. Ю. Отечественная историография второй половины XIX — начала XX в. о крестьянской реформе 1816 г. // Вестник Томского государственного университета. 2017. № 415. С. 71-75. 16. Багдасарян В. Э., Волобуев О. В., Иерусалимский Ю. Ю., Федюк Д. В., Наумов О. Н., Маслов В. Л., Федорченко С. Н., Телицын В. П. Российская революция: взгляд через столетие (Круглый стол) // Вестник Московского государственного областного университета. Серия: История и политические науки. 2017. № 5. С. 15-68. 17. Амплеева Т. Ю., Багдасарян В. Э., Голубева И. В., Маринин О. В., Мироненко С. В., Иерусалимский Ю. Ю., Марасанова В. М., Шатковская Т. В., Шевченко М. М., Хачатуров Р. Л. Памятники российского права. В 35 томах. М., 2017. Том 12. Крестьянская реформа 1861 года в Российской Империи / Под ред. Ю. Ю. Иерусалимского. −504 с. |

## Главный редактор энциклопедических изданий
- Энциклопедия Ярославского края с древнейших времен до 1917 г. (Ярославль, 2009)
- Электронная энциклопедия по истории и культуре Угличского края для школьников (Углич, 2009)
- Энциклопедия Угличского края (Шуя, 2013)